# ستانلي أ. أوينز
ستانلي أ. أوينز (بالإنجليزية: Stanley A. Owens)‏ هو محامي أمريكي، ولد في 10 فبراير 1907 في كانون في الولايات المتحدة، وتوفي في 30 نوفمبر 1984 في ماناساس في الولايات المتحدة.